# ボレスワフ・シャベルスキ

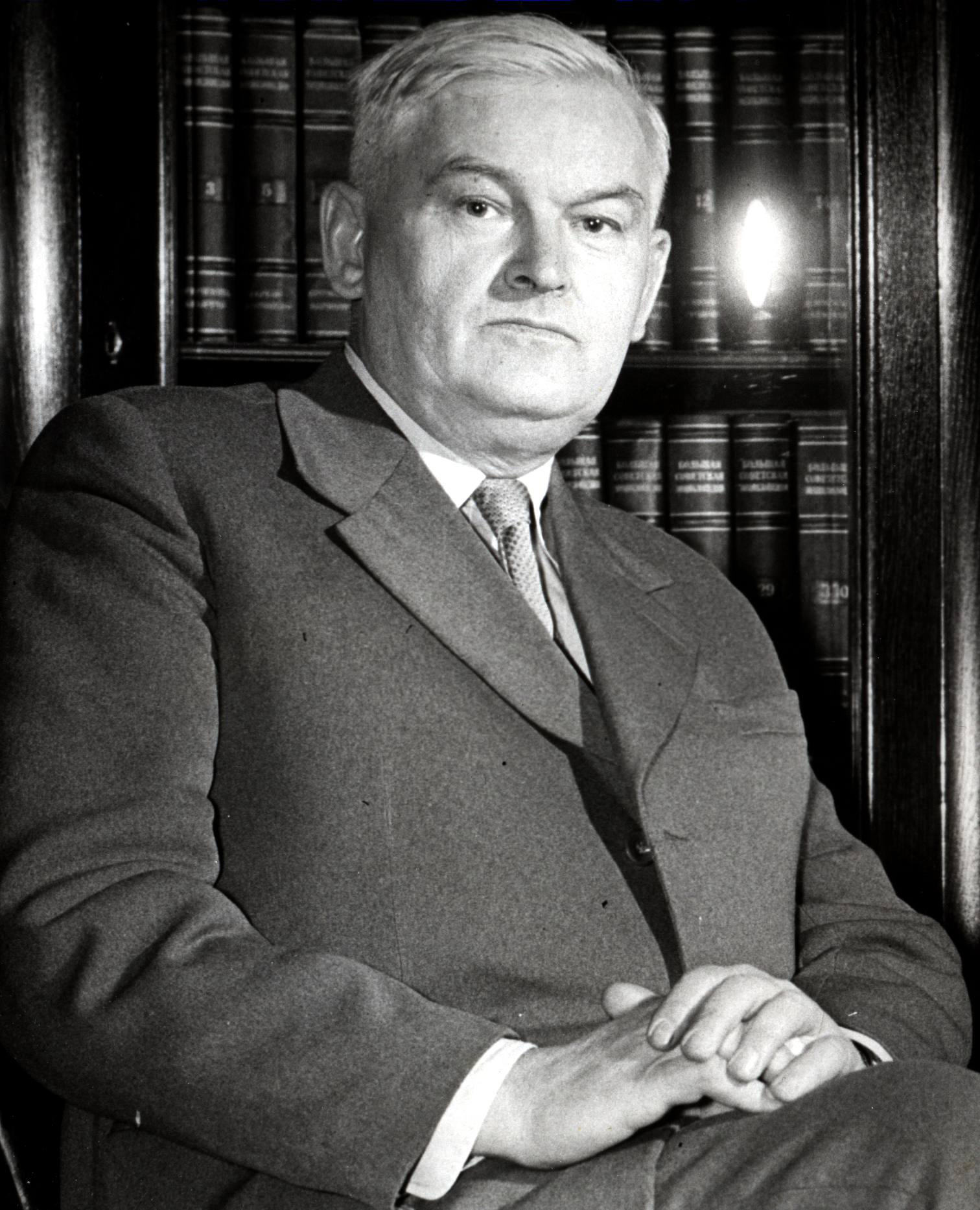
ボレスワフ・シャベルスキ

ボレスワフ・シャベルスキ（Bolesław Szabelski, 1896年12月3日 – 1979年8月27日 カトヴィツェ）はポーランドの作曲家・音楽教師。
ワルシャワでカロル・シマノフスキに師事し、1929年から1939年までカトヴィツェ音楽大学でオルガンと作曲を指導する。1950年代初頭に「新ポーランド楽派」に対して著しい影響力を持ち、ヘンリク・グレツキやズジスワフ・ショスタクらを輩出した。生涯を通じて、初期の新古典主義から後期の音列技法へと作風の変遷を見せた 。5つの交響曲に加えて、ピアノ曲やオルガン曲、合唱曲を遺している。作品はきわめて様式化されており、「特別な個性は見られないが良く書けた職人的な作品である」と評されている。
| 完成年 | 作品名                             | 編成                       |
| ------ | ---------------------------------- | -------------------------- |
| 1938年 | トッカータ                         | 管弦楽                     |
| 1946年 | シンフォニエッタ                   | 管弦楽と打楽器             |
| 1951年 | 交響曲第3番                        | 管弦楽                     |
| 1957年 | 交響曲第4番                        | 管弦楽                     |
| 1962年 | 「9つの」箴言（「アフォリズム9」） | 室内楽                     |
| 1964年 | 管弦楽のための協奏曲               | 管弦楽                     |
| 1968年 | 交響曲第5番                        | 合唱、オルガン、管弦楽     |
| 1976年 | 交響詩「ニコラウス・コペルニクス」 | ソプラノ独唱、合唱、管弦楽 |
| 1976年 | カンタータ「Reduta 56」            | 合唱と管弦楽               |

## 註
1. ↑  Thomas, Adrian. "Gorecki (Oxford Studies of Composers)", Clarendon Press, 24 April 1997. ISBN 0-1981-6394-0
2. ↑  Steinberg, Michael. "The Symphony: A Listener's Guide". New York: Oxford University Press, 1998 p. 172
3. ↑  Henahan, Donal. "CONCERT: WARSAW ORCHESTRA". New York Times, November 17, 1983. Retrieved on 21 January, 2007.